# Макдональд Нгва Ніба
Макдональд Нгва Ніба (фр. MacDonald Ngwa Niba, нар. 8 серпня 1994, Буеа) — камерунський футболіст, захисник фінського клубу «КуПС».

## Клубна кар'єра
Народився 8 серпня 1994 року в місті Буеа. Розпочинав грати у футбол на батьківщині.
У сезоні 2016 року Ніба зіграв 18 матчів за канадський «Норт Торонто Нітрос» у Лізі 1 Онтаріо, забивши сім голів. За підсумками сезону він був включений до символічної збірної турніру, а також був визнаний найкращим захисником року.
Своєю грою за цю команду привернув увагу представників тренерського штабу клубу «Норт Торонто Нітрос», до складу якого приєднався 2015 року. Відіграв за Відіграв за наступні два сезони своєї ігрової кар'єри. У складі У складі був одним з головних бомбардирів команди, маючи середню результативність на рівні 0,39 гола за гру першості.
27 лютого 2017 року уклав контракт із словацьким клубом «Нітра» і до кінця сезону забив 2 голи у 8 іграх другого дивізіону та допоміг команді посісти 2 місце та вийти до елітного дивізіону. 2 липня 2017 року камерунець дебютував у Фортуна-Лізі в грі проти «Жиліни» (1:0) і провів загалом 44 матчі за два сезони, рятуючи команду від вильоту.
У липні 2019 року Нгва Ніба став гравцем угорського «Гонведа», з яким виграв Кубок Угорщини, зігравши в тому числі і у фінальній грі проти «Мезйокйовешда» (2:1), вийшовши на заміну в кінцівці гри замість Насера Алії, але повноцінно у новій команді закріпитись не зумів.
Протягом частини сезону 2020/21 років захищав кольори грецького клубу другого дивізіону «Докса Драма», а у березні 2021 року приєднався до фінського клубу КуПС, з яким того ж року виграв національний кубок. Станом на 12 липня 2021 року відіграв за команду з Куопіо 2 матчі в національному чемпіонаті.

## Титули і досягнення
- Володар Кубка Угорщини (1):

«Гонвед»: 2019/20
- Володар Кубка Фінляндії (1):

КуПС: 2021